# 斯維斯拉奇

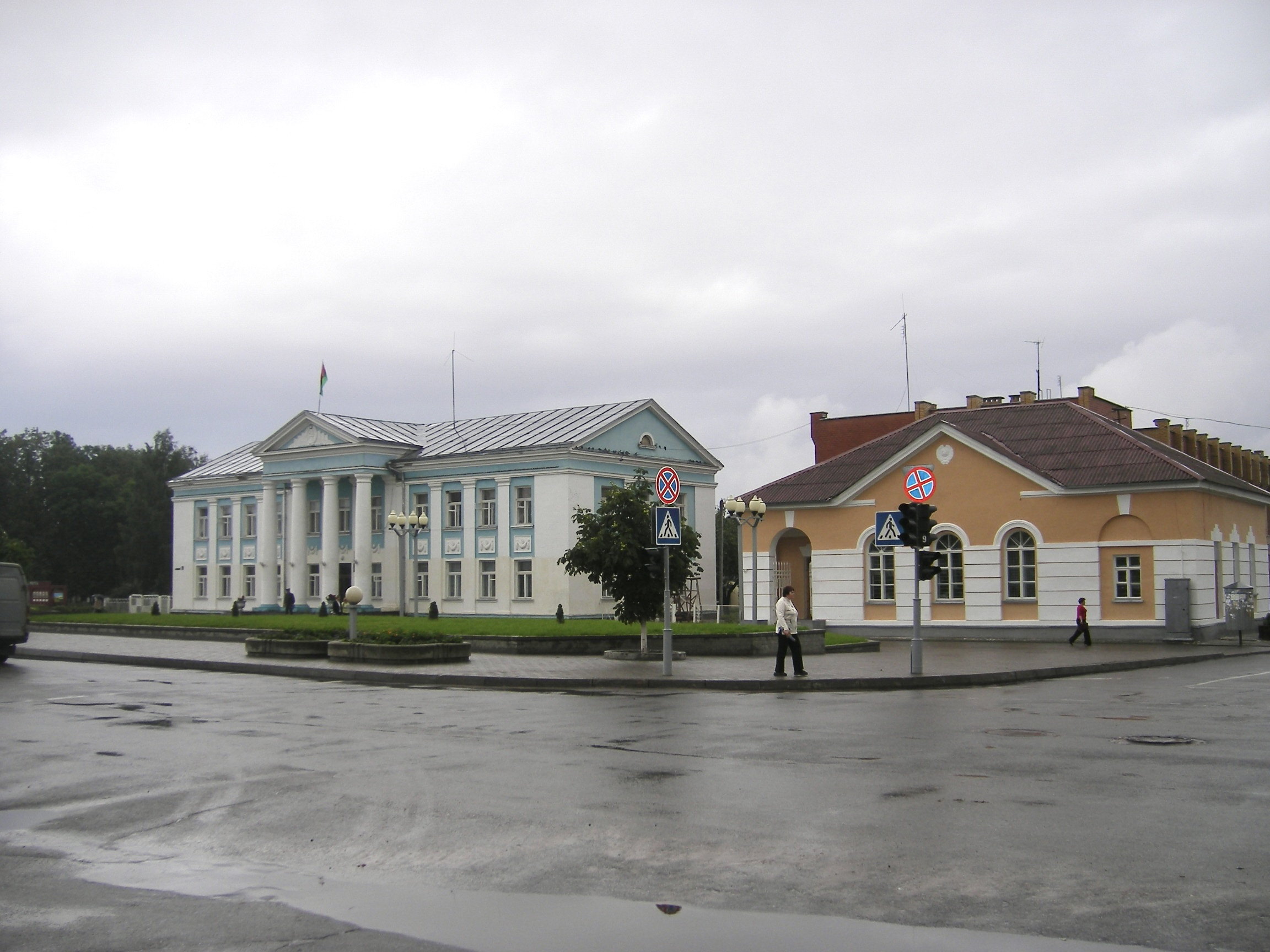
斯維斯拉奇

斯維斯拉奇（羅馬化：Svislač，發音：[ˈɕvislatʃ] ⓘ），又按俄语名译为斯維斯洛奇（羅馬化：Svisloch'），是白俄羅斯西南部格羅德諾州斯維斯拉奇區内的城市及该区的行政中心，距離州府格羅德諾82公里，毗鄰與波蘭接壤的邊境，面積0.43平方公里，2023年人口数量为6,098人。